# Юрьево-Девичье
Ю́рьево-Де́вичье — село в Конаковском районе Тверской области России, административный центр Юрьево-Девичьевского поселения.
Находится в 5 км к западу от города Конаково, на левом берегу реки Волга. Переправиться из Конаково в Юрьево-Девичье можно только на пароме или в объезд через Тверь (от Твери — 53 км).

## История

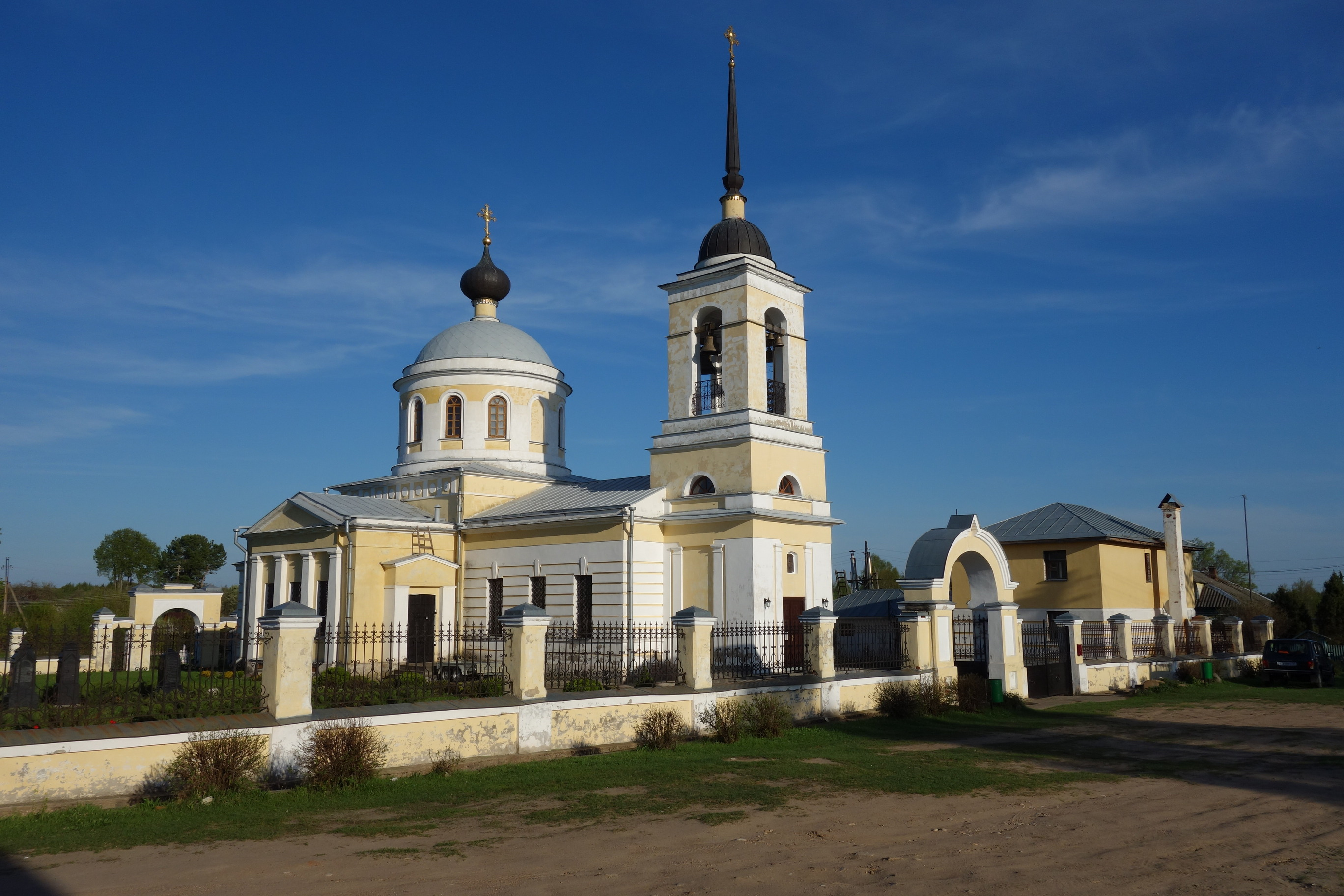
Церковь Георгия Победоносца. 2018 год

Село Юрьево-Девичье в XVIII веке называлось «Юрьевское, Девичье тож». «Юрьевским» оно названо по посвящению главного престола церкви великомученику Георгию, а «Девичьим» — в память того, что в далёком прошлом село являлось вотчиной московского Алексеевского девичьего монастыря.
В середине XIX века село относилось к Кудрявцевской волости Корчевского уезда Тверской губернии. По данным 1859 года казённое село Юрьевское (Девичье) на Ярославском почтовом тракте (21 верста от Корчевы) имело 514 жителей при 92 дворах, церковь, почтовую станцию. В 1887 году в селе Юрьевское-Девичье 101 двор, 547 жителей.
В 1929—1963 годах село Юрьево-Девичье центр сельсовета Оршинского района (с 1935 года в составе Калининской области). В 1963—1965 годах входило в Калининский район, с 1965 года — в составе Конаковского района Калининской области (с 1990 года — Тверская область).
В 1992 году в селе 203 хозяйства, 579 жителей.

## Население
| 1859 | 1887 | 1897 | 1992 | 2002 | 2010 |
| ---- | ---- | ---- | ---- | ---- | ---- |
| 514  | ↗547 | ↘501 | ↗579 | ↗600 | ↘528 |

## Инфраструктура
В селе Дом культуры, детский сад, баня, три трехэтажки и два двухэтажных жилых дома, магазины, аптека. В доме культуры расположена администрация сельского поселения, библиотека и почтовой отделение, МУП ЖКХ. В здании детского сада размещена средняя общеобразовательная школа и детский сад. В одном из жилых домов расположен медицинский пункт.
На площади у Дома Культуры в 1990 году была поставлена стела в честь погибших жителей села Юрьево-Девичье, а также окрестных деревень и сёл  в годы Великой Отечественной войны. На камне выбиты фамилии солдат, отдавших жизнь за свою Родину.

## Достопримечательности
В селе расположена действующая Церковь Георгия Победоносца (1830).